# Cercospora beticola
La Cercospora beticola (Sacc., Nuovo Giorn. Bot. Ital. 8: 189 (1876)), chiamata comunemente cercospora della barbabietola, è un fungo fitopatogeno che colpisce la barbabietola da zucchero, causando la malattia nota come cercosporiosi della bietola. È considerata la più pericolosa patologia fogliare di Beta vulgaris, portando a cali di resa del 25 - 50% al peso delle radici in cultivar saccarifere. In Italia è diffusa soprattutto nelle regioni del nord e del centro facenti parte del bacino storico di coltivazione (Emilia-Romagna, Veneto, Marche, Lomabrdia, Friuli-Venezia Giulia, Piemonte).

## Tassonomia
Cercospora beticola è un fungo ascomicete filamentoso imperfetto, il cui stato sessuale (teleomorfo) non è conosciuto, contrariamente a molte altre specie del genere Cercospora, per le quali il teleomorfo appartiene al genere Mycosphaerella.
Sono conosciute 2 razze fisiologiche denominate C1 e C2, non distinguibili per caratteristiche morfologiche. La razza C2 causa infestazioni generalmente più aggressive.

## Piante ospiti
Cercospora beticola colpisce numerose specie del genere Beta, tra le quali quasi tutte le varietà coltivate di barbabietola da zucchero e numerose altre specie della famiglia Chenopodiaceae, in particolare i generi Spinacia, Atriplex, Amaranthus, Chenopodium e Plantago.

## Sintomatologia ed identificazione
Possono essere colpiti tutti gli organi verdi della pianta (foglie, piccioli, scapi fiorali).
In genere i primi sintomi compaiono verso metà giugno e il massimo della virulenza si ha tra la fine del mese e i primi di luglio. Sulle foglie più vecchie compaiono piccole macchie tondeggianti prima decolorate (giallo-verdastre), successivamente leggermente imbrunite e poi rossastre con un'area centrale più chiara e diametro di 2–3 mm. In questa fase, l'alone violetto attorno ad un'area più chiara è caratteristico per l'identificazione delle infezioni da Cercospora beticola. Se le condizioni ambientali sono favorevoli, queste macchie possono confluire, portando la foglia al disseccamento. Durante la fase acuta della malattia si forma una polvere bianca-grigia sulla lamina fogliare (micelio) che propaga le spore del fungo.
Nella fase avanzata di attacco rimane un unico ciuffo centrale di foglie sulla pianta, circondato da foglie morte, imbrunite e appiattite al terreno.  La perdita dell'apparato fogliare viene in genere compensato dall'emissione di nuove foglie, con un anomalo allungamento del colletto, determinando però un ritardo nell'accrescimento e sviluppo delle giovani barbabietole e un esaurimento delle riserve immagazzinate con riduzione del contenuto zuccherino nelle radici in quelle mature.
La cercosporiosi della bietola  è distinguibile dalle altre malattie fogliari della bietola (Alternaria, Phoma, batteriosi) per le piccole dimensioni delle macchie e per la presenza di un'area nerastra centrale, visibile più agevolmente con l'aiuto di una lente.
All'osservazione microscopica, Cercospora beticola presenta conidiofori tozzi, geniculati, brunastri nella parte basale e ialini in cima. In genere misurano 10 - 100 µm x 3 - 5.5 µm. Tali conidiofori, impiantati su stromi sottostomatici, producono conidi ialini, lungi 70 – 120 µm e larghi 3-4 µm, dotati di base rastremata e apice acuminato. Il numero dei setti dei conidi varia da 8 a 15. Le ife sono settate, con diametro di 2 – 4 µm.

## Biologia ed epidemiologia

Ciclo biologico della cercospora su barbabietola da zucchero.

La cercosporiosi è una malattia policilica, particolarmente grave in annate caldo – umide.
In primavera i conidi si staccano dal micelio e, trasportati dal vento per brevi distanze, giungono sulla vegetazione. Il distacco dei conidi è massimo a 18 °C con umidità relativa dell'80%, mentre si annulla a temperature inferiori a 10 °C o superiori a 26 °C e umidità inferiore al 60%.
La germinazione dei conidi comincia con temperature di 10 – 15 °C (ottimali 25 - 30 °C) e umidità relativa superiore al 70 – 90%. I conidi producono miceli ramificati le cui ife penetrano tramite gli stomi e si sviluppano nel parenchima fogliare con decorso dapprima intercellulare e poi intracellulare. Nella camera sottostomatica formano ammassi pseudostromatici e differenziano i conidiofori che si sviluppano riuniti in grappoli. La velocità di penetrazione è massima con temperature attorno ai 25 °C e umidità del 90%; si annulla se l'umidità scende al di sotto del 60%. Questa prima fase di penetrazione (24 – 32 ore) è seguita dall'incubazione che a 30 °C dura circa 8 giorni, ma che può arrivare a 15 giorni se le condizioni sono meno favorevoli. I conidi, responsabili delle reinfezioni si sviluppano nella parte centrale delle macchie; il loro sviluppo trova condizioni ottimali a 25 – 30 °C e umidità relativa del 95 – 100%. La loro dispersione può essere favorita dall'impatto delle gocce di pioggia.
Il fungo sverna come micelio sui residui di vegetazione infetta rimasti in campo mantenendosi vitale fino 2 anni, anche a profondità di 30 –50 cm sotto terra. Solo raramente sverna come conidio. Può altresì resistere su ospiti secondari del genere Beta o affini (Plantago, Amaranthus, Chenopodium), o conservarsi sui semi come masse stromatiche.

## Lotta
La lotta verso la cercosporiosi della bietola è sia di tipo chimico che agronomico, avvalendosi di tecniche preventive per contenere la gravità degli attacchi. In questi ultimi anni si stanno sviluppando tecniche biologiche di lotta mediante l'impiego di microrganismi antagonisti nonché lo sviluppo di cultivar di barbabietola resistenti alla malattia.

### Lotta agronomica
Nel caso della cercosporiosi della bietola le tecniche preventive sono molto importanti, in particolare per quanto riguarda la scelta varietale. Anche se non sempre è possibile eliminare completamente la difesa chimica, avvalendosi delle tecniche agronomiche di lotta se ne può però ridurre l'entità. Tra le principali metodiche si ricordano:
- rotazioni: sono consigliate rotazioni almeno triennali con grano, mais, fagiolo, erba medica o altre colture che non possano fungere da serbatoio di inoculo per la cercospora e per le altre malattie della barbabietola;
- posizione dell'appezzamento: per limitare il movimento di conidi dai residui vegetali infetti lasciati sul terreno, è raccomandabile una distanza di almeno 100 metri da un appezzamento precedentemente coltivato a bietola;
- eliminazione dei residui colturali infetti;
- concia delle sementi;
- uso razionale della concimazione azotata;
- riduzione delle densità di impianto;
- impiego di cultivar resistenti:[1] le cultivar in commercio non dispongono di una completa resistenza verso il patogeno, ma consentono comunque un rallentamento dello sviluppo della malattia;
- eliminazione delle prime foglie colpite per limitare il propagarsi dell'infezione (attuabile su piccole superfici).

### Lotta chimica

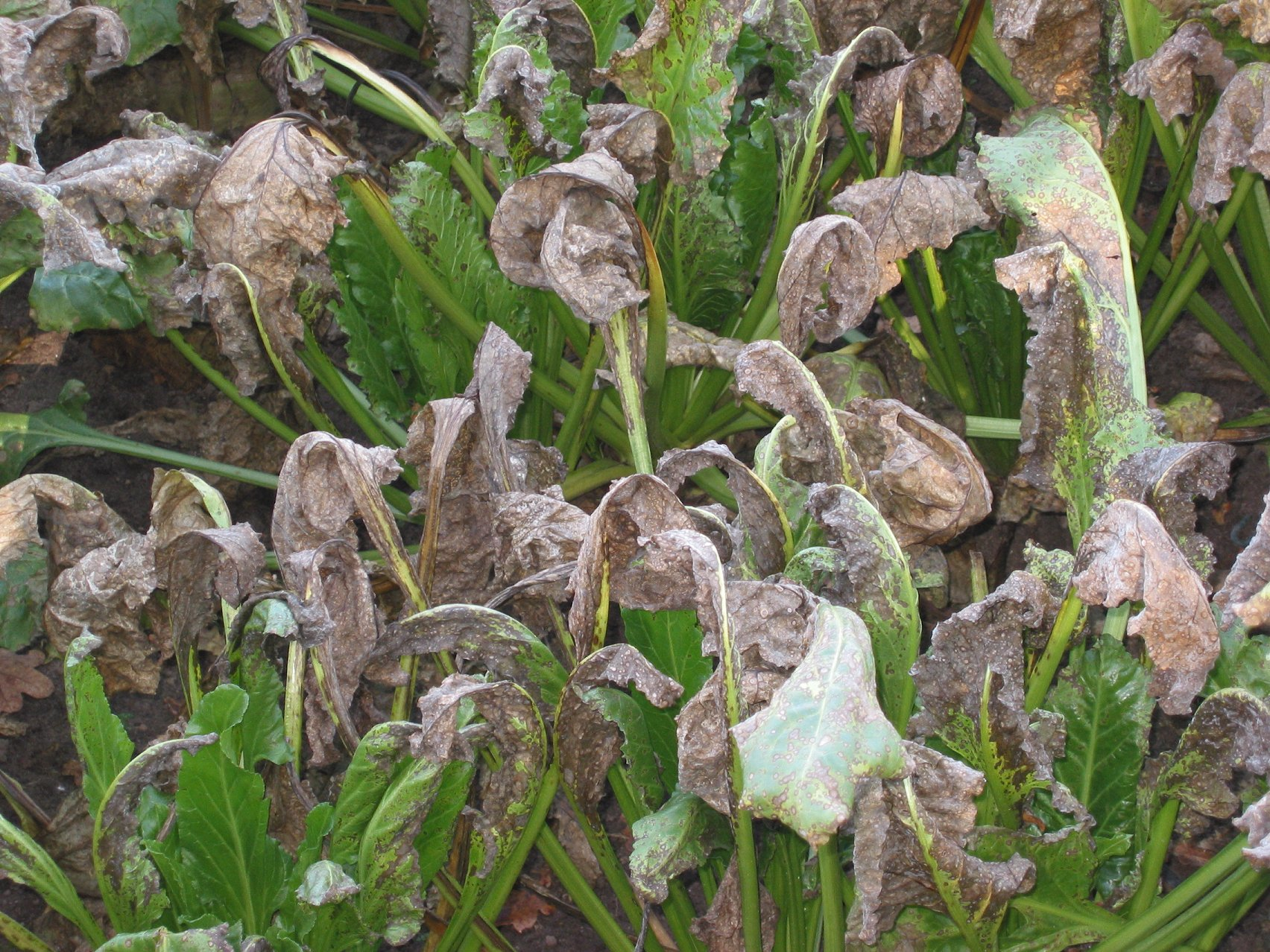
Foglie di barbabietola da zucchero gravemente colpite.

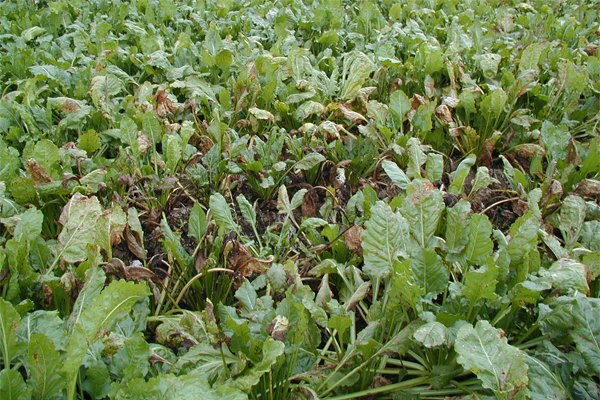
Coltura con infezione in atto in pieno campo.

La difesa chimica prevede trattamenti dalla comparsa dei sintomi e ripetuti 2 – 3 volte ad intervalli di 15 – 20 giorni con poltiglia bordolese (solfato di rame, usato fin dagli inizi del 900), ditiocarbammati (in particolare maneb), benzimidazolici, strobilurine, morfoline e triazoli. Questi ultimi, in particolare, rappresentano il principale mezzo per il contenimento degli attacchi di Cercospora beticola, anche se il loro uso può portare ad una riduzione della sensibilità del fungo verso questi principi attivi, con conseguente perdita di efficacia (resistenza agli agrofarmaci). Il momento critico per la difesa si ha, negli areali della Pianura Padana, tra la fine di giugno e l'inizio di luglio. Gli interventi andranno interrotti 25 - 30 giorni prima dell'estirpo. Per le cultivar da foglia è o nelle zone ad elevato rischio è importante cominciare i trattamenti non appena si notano le prime macchie; per le cultivar da zucchero si può effettuare il primo intervento quando le macchie sulle foglie iniziano a confluire sul 40% delle piante.
Per evitare l'insorgenza di resistenze da parte del patogeno è fondamentale impiegare una miscela di molecole con differente meccanismo d'azione. Una soluzione può essere rappresentata dall'effettuare i primi trattamenti con una miscela di strobilurine e triazoli, contando sull'azione preventiva, sulla persistenza e sull'efficacia anche nei confronti dell'oidio.
Per i successivi interventi è bene continuare ad impiegare miscele di molecole (ad esempio triazoli e morfoline oppure triazoli e strobilurine), lasciando l'impiego dei triazoli da soli per l'ultimo intervento.

### Lotta biologica
Anche per la cercosporiosi della bietola sono presenti antagonisti naturali, che possono essere impiegati in lotta biologica e integrata. In particolare, due organismi hanno dimostrato nelle prove di laboratorio e di campo un'efficacia verso Cercospora beticola:
- Laetisaria arvalis: agisce inibendo la produzione di cercosporina, una tossina prodotta da Cercospora beticola e coinvolta nello sviluppo della sintomatologia sulle piante infette. Inoltre Laetisaria arvalis  produce metaboliti che uccidono Cercospora beticola anche senza contatto fisico tra i due funghi.
- Trichoderma spp.: é un genere di funghi molto studiato per i possibili impieghi in lotta biologica contro molti patogeni delle piante coltivate. In particolare Trichoderma harzianum, Trichoderma viridae, e Trichoderma auroviridae hanno dimostrato di uccidere Cercospora beticola tramite produzione sostanze tossiche.